# Rolls-Royce Gem
Le Rolls-Royce Gem est un turbomoteur britannique développé spécifiquement pour l'hélicoptère Westland Lynx dans les années 1960 et 1970. Il est doté d'une architecture à trois corps, ce qui est particulièrement inhabituel pour un turbomoteur d'hélicoptère.

## Historique

### Contexte historique
Lancée après des accords passés en mars 1967 entre les gouvernements britanniques et français pour la production en commun d'hélicoptères, la conception de ce moteur démarra dans les bureaux de de Havilland — d'où le nom commençant par un « G », car c’était la tradition dans cette entreprise — puis fut transférée à Bristol Siddeley Engines Ltd. (en) en 1961, sous la désignation de BS.360. Quand cette compagnie fut à son tour rachetée par Rolls-Royce Limited, en 1966, la désignation devint RS.360. Sa production en série démarra en 1976. Le moteur fut alors développé par la Small Engine Division (SED), la division réservée à la conception de moteurs de petite taille de Rolls-Royce. En raison des accords signés entre le Royaume-Uni et la France, qui permirent également l'assemblage de moteurs Astazou et Turmo par les entreprises des deux pays, Turbomeca fut impliquée dans la production de 25 % des éléments mécaniques du RS.360. Ce mémorandum d'entente concernait également la production d'hélicoptères Gazelle et Puma par les Britanniques, mais leur conception au moment de la signature était déjà tellement avancée que très peu de travaux de conception furent laissés aux Britanniques. Ironiquement, la conception du Lynx et de son moteur, qui étaient parfaitement positionnés par rapport aux termes de ce contrat, fut presque intégralement laissés aux Britanniques.
Afin de propulser le Lynx, de nombreux moteurs auraient pu être choisis, tels l'Astazou XIV ou le Pratt & Whitney Canada PT6T Turbo Twin-Pack, mais le choix d'un moteur américain aurait été contre les motivations évoquées dans le mémorandum d'entente, et le choix du moteur français Astazou aurait placé le gouvernement britannique dans une position difficile. Il devint alors évident que les Britanniques devaient développer eux-mêmes leur propre moteur, et la proposition d'un moteur dans la gamme des 900 ch par la Small Engine Division de Rolls-Royce fut acceptée. Pour Philip Norman, alors directeur de la division, les moteurs d'hélicoptères étaient divisés en trois catégories principales, avec les moteurs de faible, moyenne et forte puissances. Pour les premiers, la compagnie avait déjà assuré au niveau mondial la diffusion, la vente et le support technique de l'Allison Model 250 (T63), depuis 1967, alors que les derniers étaient déjà représentés par le Gnome et ses dérivés. Il restait alors à occuper la catégorie centrale, qui était d'ailleurs considérée par Norman et sa compagnie comme le marché potentiellement le plus lucratif de tous, le reste étant réparti de manière assez égale entre les deux autres catégories. Ces moteurs de puissance moyenne pouvaient en effet équiper de nombreux hélicoptères, tels les Bell 206, Hughes 500 et Bölkow Bo 105. Rolls-Royce remarqua également qu'il était possible de développer un moteur pour un type d'appareils, plutôt que pour un hélicoptère en particulier, ce qui de plus permettait de diminuer les contraintes de calendrier habituellement liées à la conception d'un moteur pour une seule machine. Cette démarche permettait en plus d'élargir le marché, et donc de le rendre assez lucratif.
Ce moteur était d'une grande importance pour les britanniques, car il allait devoir équiper le premier hélicoptère de conception entièrement britannique depuis le Scout de 1957. Lorsque De Havilland commença les travaux sur ce moteur, sa dernière production entièrement locale datait de 1955, lors de la conception du Gyron Junior. Même si la société s'était fait une spécialité des moteurs pour hélicoptères, elle n'avait jusqu'alors que légèrement modifié des moteurs existants, tels le General Electric T58, qui avait alors pris la désignation de H.1000, H.1200 et H.1400. Son activité concernait aussi la production sous licence des Nimbus et Gnome ainsi que la maintenance des Turbomeca Artouste et Palouste.

### Conception
Lors de la conception du Gem, Rolls-Royce porta l'accent sur la sécurité, la fiabilité, la facilité de maintenance et une faible consommation spécifique de carburant, ce dernier paramètre reflétant une pression économique et commerciale déjà accrue à cette époque de la part des utilisateurs d'hélicoptères civils, qui préféraient un appareil misant plus sur les économies que sur les performances pures. Le fil directeur de la conception du RS.360 était de combiner des technologies aérodynamiques et thermodynamiques certes avancées mais surtout éprouvées avec une ingénierie assez conservatrice. La taille et les performances du Lynx, avec une masse à vide d'environ 3 300 kg et une vitesse maximale de 320 km/h, définit la puissance nécessaire à son utilisation à une valeur de 1 800 ch, avec une réserve de puissance de sécurité. Une configuration bimoteur avait toujours été considérée comme inévitable pour ce type d'appareils, de surcroît avec une possible utilisation civile en tête. Le besoin de simplicité dans la conception du moteur vint essentiellement de la British Army, qui était alors potentiellement la future plus grosse utilisatrice de l'hélicoptère, devant employer la majeure partie des 280 appareils prévus pour ses unités.
Le moteur fut conçu pour être modulaire, avec ses éléments principaux pouvant être remplacés assez facilement pendant les opérations de maintenance de seconde ligne. Il fut doté de sept modules, chacun étant conçu pour être interchangeable avec celui d'un autre moteur sans outillage particulier. La conception du moteur tira également parti des innovations mises au point pour de nombreux autres moteurs des diverses compagnies britanniques, avec les guides aérodynamiques à longue durée de vie du Dart, la protection contre la corrosion marine (sel) des Gnome et Nimbus, l'architecture double corps et la transmission du Tyne, les injecteurs/brumisateurs de carburant du Viper, la chambre de combustion à flux inversé du T.112, et les filtres à sable et les capteurs de couple à déphasage du Nimbus.
Selon le site de son constructeur, le Gem a été produit à plus de 1 100 exemplaires et a été vendu à treize clients militaires, dans douze pays différents. La version la plus récente, le Gem 1004, a été conçue pour l'hélicoptère d'attaque Agusta A.129 Mangusta, avec des réglages de puissance différents mieux adaptés à la manœuvrabilité accrue de cet appareil.
Jusqu'à récemment, toutes les versions du Lynx étaient équipées de Gem. Cependant, maintenant que Rolls-Royce a acquis l'Allison Engine Company, la société britannique met en avant son moteur plus moderne LHTEC T800, développé conjointement avec Honeywell Aerospace. La version civile de ce nouveau moteur, désignée CTS-800, équipera les AgustaWestland Super Lynx et Wildcat.

## Caractéristiques techniques
Le Gem est un turbomoteur à triple corps, ce qui est assez inhabituel pour ce type de moteur. Deux corps sont réservés à la partie dite « générateur de gaz », qui assure la combustion du mélange air/carburant et entretien le fonctionnement du moteur. Il est divisé en un corps basse-pression, doté de quatre étages axiaux entraînés par une turbine à un étage, et un corps haute-pression, doté d'un compresseur centrifuge également entraîné par une turbine monoétage. Ce générateur de gaz entraîne une turbine libre à deux étages, qui est reliée par un troisième arbre à une boîte à engrenages réducteurs installée à l'avant du moteur, qui fournit du couple sur l'arbre de sortie à une vitesse de 6 000 tr/min. Ce troisième corps est désigné « prise de puissance ».
La chambre de combustion est de type annulaire à flux inversé (« reverse flow »), ce qui permet au moteur de rester de taille raisonnable, mais surtout limite les contraintes mécaniques appliquées aux arbres concentriques des trois corps constituant le moteur, ce qui permet de ne pas augmenter leur diamètre et leur masse. Les vitesses de rotation des corps HP, BP et « puissance » sont de 42 000, 39 000 et 27 000 tr/min respectivement. Le choix d'une architecture divisant le générateur de gaz en deux corps vient du souhait, de la part de Rolls-Royce, de vouloir éviter d'installer des vannes de décharge ou des guides aérodynamiques à incidence variable sur les premiers étages du compresseur,. Il permet en outre d'obtenir un taux de compression assez élevé, de 12,5 pour un, sans faire usage de ces systèmes.
La boîte de vitesses assurant la réduction de la vitesse de rotation de l'arbre de sortie du moteur est située à l'avant du moteur, et est reliée à la boîte de transmission principale (BTP, l'organe qui transmet les efforts au rotor principal) par des coupleurs constitués d'un empilage de lamelles métalliques souples. Ce sandwich est désigné « flector » dans sa langue d'origine. Il permet de lier mécaniquement le moteur au reste de l'hélicoptère en tolérant une marge de mouvement, car le moteur n'est tenu que par trois points de fixation (« struts ») qui sont souples, afin d'amortir les vibrations. Derrière la boîte à engrenages se trouve l'entrée d'air, qui est dégivrée grâce à une circulation d'air chaud prélevé sur le moteur. De la même manière, de l'huile chaude circule dans les guides aérodynamiques de l'entrée d'air pour empêcher leur givrage. Le compresseur est également doté d'un système de nettoyage à base de brumisateurs d'eau douce, injectant cette eau dans le moteur afin de le débarrasser de ses impuretés lorsqu'il effectue des longues périodes de fonctionnement en environnement marin. Ce système élimine le sel et diminue fortement les risques de corrosion qui lui sont associés.
Le système de gestion de l'alimentation en carburant, qui détermine donc la puissance délivrée par le moteur, est hydromécanique, conçu par Plessey. Comme tous les systèmes de régulation en boucle fermée assurant le fonctionnement des turbomoteurs modernes, il a pour but de maintenir une vitesse de rotation constante du moteur quelle que soit la charge appliquée à celui-ci. Le contrôle du fonctionnement est réalisé selon les quatre positions possibles d'un levier de commande, qui sert en gros à donner une vitesse « de consigne » à maintenir par le moteur. Ces quatre positions sont « Off » (arrêt), « Start » (démarrage), « Ground idle » (ralenti sol), « Fly » (régime de vol). Le démarrage (deuxième position) est assuré par l'un des rares éléments français du moteur, le générateur-démarreur Air Equipement de 6 kW et 28 V, aussi surnommé « Géné/Dem » dans les équipes techniques de la Marine nationale. Sur la troisième position, le moteur de gauche peut être débrayé du rotor et de son jumeau de droite pour effectuer des essais au sol. Un autre levier est présent sur le moteur, désigné « Speed Select ». Il a pour unique but de faire varier la puissance du moteur entre 95 et 105 % afin de répartir de manière égale la charge fournie par les deux moteurs sur la boîte de transmission principale de l'hélicoptère. Ce réglage est effectué au sol, avec les pales inclinées au neutre, en bougeant le levier jusqu'à ce que les valeurs de température et de vitesse de rotation des deux moteurs deviennent égales. Une indication de puissance délivrée, par le biais de capteurs de couple, peut être installée en option dans l'appareil. Pendant le vol, le contrôle de régime des moteurs est totalement autonome et indépendant de l'action des pilotes, le système augmentant ou diminuant la puissance fournie par les moteurs en fonction des sollicitations du pilote.
L'entretien du moteur est basé sur des inspections visuelles et des tests périodiques sur bancs vibratoires. Afin de faciliter les opérations de maintenance, le moteur a été pourvu de nombreuses trappes d'accès pour y insérer des micro-caméras, de type endoscope, permettant de vérifier l'intégrité des chambres de combustion et des turbines. Il n'y a aucun moyen de connaître l'était vibratoire de l'appareil en vol, mais deux capteurs sont tout de même installés à des endroits spécifiques afin de pouvoir effectuer des mesures au sol avec du matériel portatif. Des capteurs magnétiques sont aussi présents dans le circuit d'huile afin de détecter une potentielle présence de limaille, qui annoncerait une très mauvaise nouvelle concernant l'état des parties mobiles du moteur. Tout ou presque peut rapidement être démonté, la chambre de combustion annulaire étant par-exemple constituée de deux demi-coques facilement démontables.
Le Gem 42 développe une puissance de 1 000 eshp (Equivalent Shaft HorsePower), soit 750 kW au décollage au niveau de la mer, mais sa puissance maximale en urgence est de 1 120 eshp, soit 840 kW. Le Gem 1004, qui équipe le Mangusta, est doté d'une gestion électronique de type FADEC. À la date de sa conception, le moteur avait une durée de fonctionnement entre deux opérations de maintenance majeures d'environ 400 heures.
Le Lynx ayant battu le record du monde de vitesse, avec 400,87 km/h le 11 août 1986, était équipé d'un Gem 60.

## Applications
- Westland Lynx : Gem 42, 1 000 eshp (750 kW) au décollage ;
- Westland 30 (en) : Gem 60-3, 1 225 eshp (914 kW) au décollage ;
- Agusta A.129 Mangusta : Gem 2-1004D, 890 eshp (664 kW) au décollage.